# Wendy Güntensperger

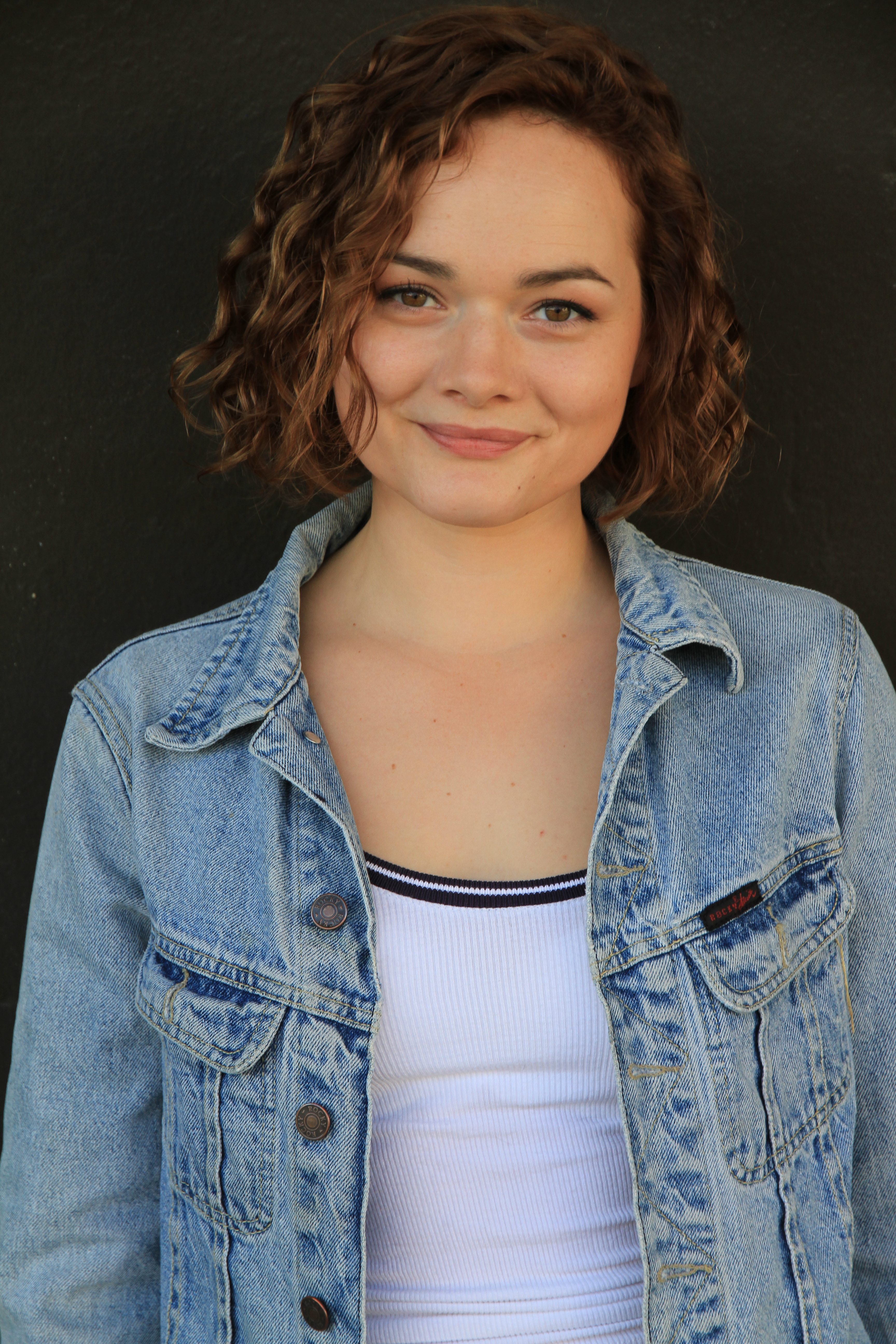
Wendy Güntensperger (2019)

Wendy Michelle Güntensperger (* 21. September 1993 in Zürich) ist eine Schweizer Schauspielerin.

## Leben
Güntensperger wuchs in Rapperswil-Jona auf. Nachdem sie die Sekundarschule absolviert hatte, besuchte sie von 2009 bis 2012 die European Film Actor School in Zürich. Von 2012 bis 2016 gehörte sie zum festen Ensemble des St. Galler Stadttheaters.
Breite Bekanntheit erlangte sie mit ihrer Hauptrolle der Julia Demmler in der Fernseh-Krimiserie WaPo Bodensee an der Seite von Floriane Daniel, Ole Puppe, Tim Wilde und Simon Werdelis.
Güntensperger hat drei ältere Geschwister. Ihr Heimatort ist Eschenbach SG.

## Filmografie
- 2012: Du & Ich (Kurzfilm)
- 2015: WG-Pilot (Kurzfilm)
- seit 2017: WaPo Bodensee (Fernsehserie, Hauptrolle)
- 2021: In aller Freundschaft (Fernsehserie, Folge Beziehungsstatus kompliziert)

## Theater (Auswahl)
- 2012: Heidi
- 2013: Heidi und Klara[5]
- 2014: Der Besuch der alten Dame
- 2015: Katharina Knie[6]
- 2015: Anna Karenina
- 2016: König Ubu
- 2019: Willkommen